# La Llorençada
La Llorençada és el nom que rebé un aixecament carlí que es produí a Manacor (Mallorca) la vigília de Sant Llorenç, el 9 d'agost de 1835. Aquests fets també són coneguts com el Rebombori o el Renou.
Els antecedents d'aquest aixecament es troben en els esdeveniments succeïts el 24 de juliol, quan les cases de 24 liberals manacorins aparegueren embrutades i signades amb creus. Per aquest fet foren detenguts alguns carlins de la ciutat. La nit del 9 d'agost, els conjurats carlins es reuniren a l'Hort d'en Fullana, alliberaren els presos i constituïren una junta integrada per Martí Bonet, Josep Botelles, Joan Cerdà Carrió, Francesc Fàbregues, Jaume Jaume, Francesc Mas i Bartomeu Riera. En aquest estat de coses el pretendent Carles va ser proclamat rei a Manacor, amb el nom de Carles V, i foren detenguts alguns liberals manacorins.
L'endemà, sortiren de Palma forces integrades per les companyies de granaders i caçadors de les milícies provincials, manades pel tinent coronel Joan Ramos de Montes. Aquestes forces aconseguiren dominar sense dificultats l'aixecament el dia 11. Immediatament s'inicià la persecució contra els sublevats, un dels quals fou condemnat a mort. Encara que durant el procés s'intentà relacionar aquests fets amb un alçament carlí general a l'illa, aquest punt no ha pogut ser confirmat.